# 马蹄金属
马蹄金属（学名：Dichondra）是旋花科下的一个属，为多年生、匍匐小草本植物。该属共有5－8种，分布于热带、亚热带地区。